# Psolidium bullatum
Psolidium bullatum is een zeekomkommer uit de familie Psolidae.
De wetenschappelijke naam van de soort werd in 1915 gepubliceerd door H. Ohshima.